# Madog ap Llywelyn
Madog ap Llywelyn (mort après 1312) était un noble gallois ayant mené une révolte contre le roi Édouard Ier d'Angleterre.

## Biographie
Son père  Llywelyn ap Maredudd (en), est démis en 1256 de ses possessions dans le Merionethshire par le prince de Galles Llywelyn le Dernier. Il s'enfuit en Angleterre mais finit par se réconcilier avec le prince de Galles en 1262 et meurt l'année suivante. En 1278, désormais majeur, Madog poursuit en justice le prince Llywelyn afin de retrouver les terres de son père et reçoit des terres à Anglesey d'Édouard Ier d'Angleterre en 1282.
Le 29 septembre 1294, Madog s'autoproclame prince de Galles en tant que descendant d'Owain Gwynedd. Il espère que le roi d'Angleterre a déjà embarqué pour combattre le roi de France Philippe IV le Bel en Guyenne, mais un orage au-dessus de la Manche a retardé son départ. Madog s'empare en octobre et novembre 1294 de Caernarfon, de Ruthin et d'Hawarden, et assiège sans succès le château de Harlech. Le 11 novembre, Henry de Lacy, lord de Denbigh, est sèchement battu par Madog. 
En décembre, Édouard se rend à Denbigh puis Wrexham, avant de s'arrêter au château de Conwy, où il est assiégé par Madog. La bataille cruciale a lieu à Maes Moydog le 5 mars 1295. Madog est battu par le comte de Warwick. Il est capturé en juillet ou août 1295 et emprisonné à Londres pour le reste de ses jours. Il était toujours vivant en 1312. Il est survécu par ses deux fils : Maredudd (mort en 1334) et Hywel (mort en 1352).